# Friedrich Florenz Raban von der Wenge
Friedrich Florenz Johann Theodor R(h)aban Freiherr von der Wenge (* 25/27. Dezember 1702; † 20. Januar 1775) war ein hochrangiger Offizier in kaiserlichen, kurkölnischen, paderbornischen und münsterschen Diensten.

## Leben
Er entstammt dem westfälischen Uradelsgeschlecht von der Wenge, dessen Name sich von Haus Wenge in Dortmund-Lanstrop herleitet. Von der Wenge war u. a. kurkölnischer Generalmajor, Amtmann der Vogtei Ahrweiler, kaiserlicher Generalfeldwachtmeister und Feldmarschall-Leutnant. Von 1734 bis 1754 war Wenge Regimentsinhaber des Paderbornischen Infanterieregiments, das zuvor Hermann Werner Joseph von Schorlemer unterstand. 1739 wurde er zusätzlich Inhaber des münsterschen Regiments Lehrbach zu Fuß.

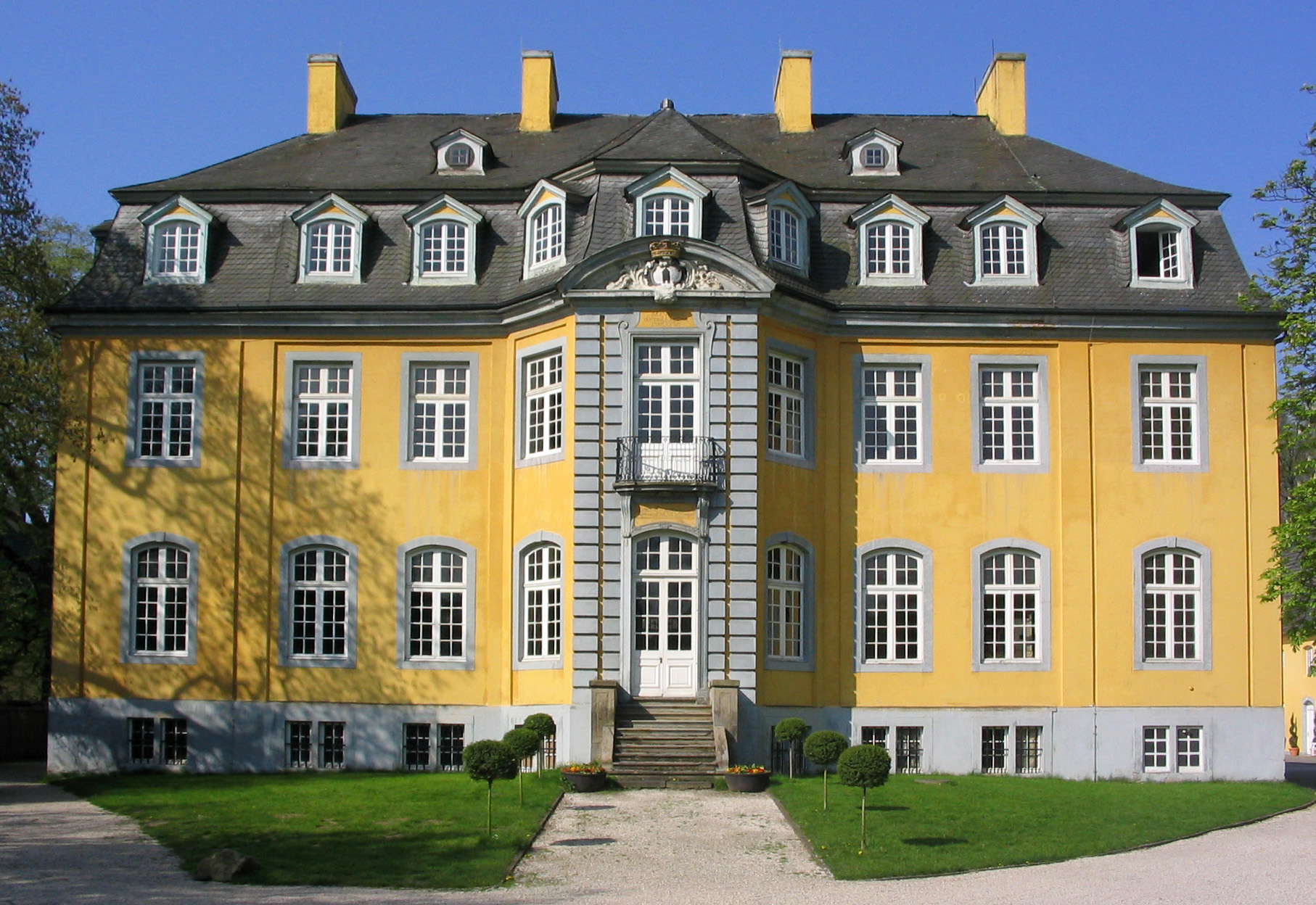
Schloss Beck, erbaut 1766–1771

Während seiner letzten Funktion als Generalleutnant und Festungskommandant von Münster ließ sich von der Wenge zwischen 1766 und 1771 in der Bauerschaft Feldhausen auf dem heutigen Stadtgebiet von Bottrop-Kirchhellen das spätbarocke Wasserschloss Beck errichten, dessen Giebel das Wenge-Wappen mit dem schwarzen Torturm zeigt.
Er heiratete die Tochter von Damian von Grünstein, Maria Anna Wilderica (* 1719). Er war der Vater von Clemens August von der Wenge. Sein Cousin Franz von der Wenge begründete die St.-Antony-Hütte in Oberhausen, aus der später die Gutehoffnungshütte hervorging.